# Bob Cousy
Vous lisez un « bon article » labellisé en 2011.
Robert Joseph Cousy, dit Bob Cousy, né le 9 août 1928 à New York, est un joueur américain de basket-ball. Surnommé « Cooz », il joue l’essentiel de sa carrière dans les années 1950 au sein des Celtics de Boston. Ambidextre, il est le meneur de la franchise pendant une grande partie de sa suprématie sur la National Basketball Association (NBA).
Durant sa carrière universitaire, Bob Cousy est élu à trois reprises All-American. Sélectionné en troisième position de la draft 1950 par les Tri-Cities Blackhawks, il ne doit son destin avec les Celtics de Boston de Red Auerbach qu'à un tirage au sort. Meneur spectaculaire d'une équipe évoluant principalement en contre-attaque, Cousy dispute sept finales NBA consécutives, de 1957 à 1963, et remporte six titres en 1957 puis de 1959 à 1963.
Après avoir mis un terme à sa carrière de joueur, Bob Cousy devient entraîneur de l'équipe de basket-ball du Boston College. Il reste six saisons dans l'encadrement des Eagles de Boston College avant de revenir en NBA à la tête des Royals de Cincinnati. Cousy effectue un bref retour sur les terrains comme joueur pour améliorer les ventes de billets de la franchise.
À titre individuel, Bob Cousy termine à dix reprises dans le premier cinq de la NBA et deux fois dans le deuxième cinq. Nommé NBA Most Valuable Player (MVP) en 1957, il remporte également cette saison-là son second titre de MVP du All-Star Game après celui de 1954. Cousy participe d'ailleurs à tous les NBA All-Star Game durant sa carrière de joueur. Pour le cinquantenaire de la NBA, il est inscrit sur la liste des meilleurs joueurs établie à cette occasion.

## Biographie

### Jeunesse
Robert Joseph Cousy naît le 9 août 1928 à New York. Son père Joseph est né à Belfort et grandit en Alsace-Lorraine, alors province allemande, et combat pendant la Première Guerre mondiale,. Sa première femme meurt d'une pneumonie après la guerre ; il se remarie avec Julie Corlet en 1927, une institutrice dijonnaise,. Le couple émigre aux États-Unis, à New York, où naît leur seul fils un mois plus tard,.
À New York, Joseph Cousy est chauffeur de taxi ; il travaille la nuit pour gagner plus d'argent. Julie, institutrice, ne commence à apprendre l'anglais qu'à l'âge de 30 ans. Fils d'immigrants français, le jeune Cousy parle français lors de ses premières années. Robert, surnommé Bob et le Flenchy pour sa tendance à rouler les « r », grandit dans les rues des quartiers de Manhattan, influencé par la grande diversité de langues, coutumes et religions du voisinage,. Il n'apprend l'anglais qu'à partir de l'âge de 5 ans, à son entrée en école primaire,.
La famille Cousy déménage en 1940 pour un quartier proche du Queens. À 13 ans, Bob se fracture le bras droit. Pour compenser, il apprend à manier le ballon de handball avec la main gauche. Pas à pas, il réussit à saisir le ballon des deux mains et devient même ambidextre. Il attire l'œil de son ancien entraîneur du lycée, Morty Arkin, qui lui apprend à garder la balle hors de portée des défenseurs. Il intègre l'équipe de basket-ball de l'école et, en à peine un an et demi, devient l'un des plus réputés jeunes joueurs new-yorkais. Lors de sa dernière année de lycée, il obtient le titre de meilleur marqueur du championnat.

### Carrière de joueur de basket-ball

#### Carrière universitaire

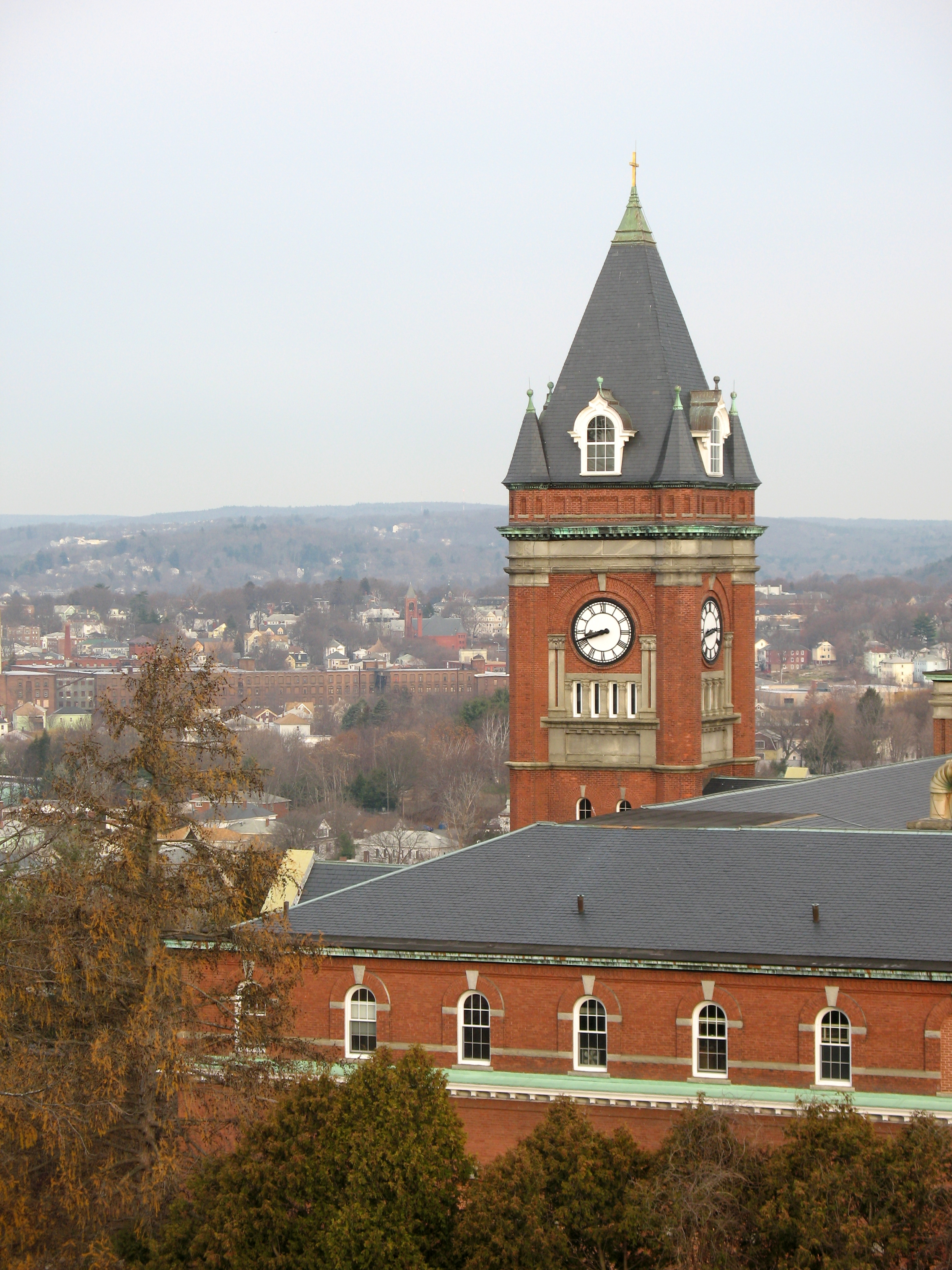
Bob Cousy choisit de rejoindre le campus du College of Holy Cross.

Courtisé par Boston College et Dartmouth College, Bob Cousy décide de rejoindre une autre université, le College of Holy Cross de Worchester dans le Massachusetts. Lors de sa première année, il est utilisé par son entraîneur Alvin « Doggie » Julian comme remplaçant, se voyant offrir comme les autres joueurs de première année de l'équipe entre dix minutes et une mi-temps sur le terrain par rencontre, le plus souvent dans les deuxième et quatrième quarts temps avec le deuxième cinq de l'équipe. Lors de cette saison 1946-1947, l'équipe d'Holy Cross remporte le titre de champion NCAA en l'emportant 58 à 47 face aux Sooners de l'Oklahoma. Malgré ce faible temps de jeu, Cousy termine troisième marqueur d'équipe remplie de nombreux jeunes joueurs talentueux avec un total de 227 points,. Sous les ordres de Doggie Julian, il a sa première opportunité d'improviser librement. Entraîneur de football américain, il a pris le contrôle de l'équipe par défaut et n'a pas d'idées précises sur le style de jeu de son équipe.
Dès la saison suivante, Cousy intègre le cinq majeur. Il progresse de 7,6 à 16,2 points en moyenne par match. Toutefois, l'entraîneur n'est toujours pas convaincu et limite son temps de jeu. Bob Cousy, frustré, envisage de rejoindre l'université de Saint John à New York, mais Joe Lapchick, l'entraîneur de Saint John, le convainc de rester à Holy Cross. L'équipe est de nouveau invitée au tournoi NCAA mais s'incline de huit points contre les Wildcats du Kentucky.
La place de Bob Cousy dans l'effectif de l'équipe universitaire change lors du match contre l'Université Loyola de Chicago au Boston Garden le 11 janvier 1949. Alors qu'il reste cinq minutes à jouer, la foule se met à chanter « We want Cousy! We want Cousy! »,. Doggie Julian obéit et le fait entrer sur le terrain ; Bob Cousy saisit sa chance et inscrit 11 points dont le tir victorieux après un dribble derrière le dos qu'il tente pour la première fois en match,. Il obtient sa première nomination All-American, récompense qu'il reçoit également les deux années suivantes. Lors de celles-ci, il améliore encore sa moyenne de points avec 17,8 puis 19,4 unités. Au cours de sa dernière saison, il termine même deuxième du National Invitation Tournament.
Après quatre années au niveau universitaire, Bob Cousy établit un nouveau record de points d'un joueur de Holy Cross avec 1775 points en 117 matchs, soit une moyenne de 15,1 unités par rencontre. Étudiant consciencieux, il est diplômé en administration des entreprises et développe un intérêt croissant pour la sociologie, sa thèse de fin d'études s'intitule même « The Persecution of Minority Groups »,. Ses années à l'université l'amènent à surpasser sa timidité en public et à se faire de nombreux amis proches.

#### Débuts en NBA

##### Draft et arrivée aux Celtics (1950)

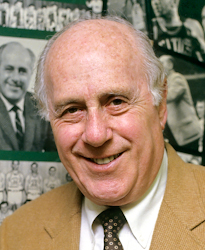
Red Auerbach ne sélectionne pas Cousy lors de la draft 1950 de la NBA mais devient son entraîneur après une draft de dispersion.

Le nouvel entraîneur des Celtics de Boston, Red Auerbach, décide de ne pas choisir Bob Cousy lors de la draft 1950 de la NBA bien que les Celtics possèdent le premier choix de cette draft. Walter Brown, propriétaire de la franchise, souhaite que Cousy joue pour les Celtics mais la franchise a besoin d'un pivot et préfère recruter Charlie « Chuck » Share. Les Celtics se préparent alors pour leur première saison en National Basketball Association après avoir évolué en Basketball Association of America. La presse locale critique Auerbach pour son choix de ne pas recruter Cousy. Pour le nouvel entraîneur des Celtics, Bob Cousy n'est pas assez grand pour jouer en NBA.
Cousy est recruté en troisième position par les Tri-Cities Blackhawks,,, ancienne franchise entraînée par Auerbach. Mais Cousy, qui désire créer une école de conduite à Worchester, demande un contrat plus important pour compenser son éloignement. Le propriétaire des Tri-Cities Blackhawks, Ben Kerner, offre 6 500 dollars américains à Bob Cousy qui en demande 10 000. Deux semaines après un premier échec des négociations, les deux parties s'entendent sur un contrat d'un an de 9 000 dollars américains. Les Blackhawks ne peuvent honorer le contrat et ils transfèrent alors les droits de recrutement de Cousy aux Stags de Chicago contre Gene Vance. La franchise de Chicago fait faillite peu après.
Trois joueurs de la franchise restent alors : Bob Cousy, Max Zaslofsky et Andy Phillip. Une draft de dispersion est organisée ; les Knicks de New York, les Warriors de Philadelphie et les Celtics de Boston sont les franchises impliquées. Chacune des équipes tire au sort un joueur et personne ne veut de Bob Cousy dont le prix est fixé à 8500 dollars. Zaslofsky atterrit aux Knicks, les Warriors sélectionnent Phillip. Il ne reste que le propriétaire des Celtics de Boston, Walter Brown, qui obtient les services du joueur local Bob Cousy,.

##### Premières saisons NBA (1950-1952)
En 1950, Bob Cousy n'est pas la seule recrue des Celtics de Boston. En plus de Chuck Share qui a primé sur Cousy, les Celtics ont sélectionné Chuck Cooper qui devient le premier joueur noir à jouer dans la NBA. Bob Cousy devient très proche de Cooper et lutte contre le racisme. La star des Celtics de Boston est alors Ed Macauley. Pour sa première saison professionnelle, Bob Cousy contribue avec 15,6 points, 6,9 rebonds et 4,9 passes par match au renouveau de sa nouvelle franchise qui termine la saison avec un bilan de 39 victoires pour 30 défaites et une participation aux séries éliminatoires. Les Celtics s’inclinent face aux Knicks de New York. Il reçoit également sa première invitation pour participer au NBA All-Star Game.
La saison suivante, ses statistiques progressent pour atteindre 21,7 points et 6,7 passes. Bob Cousy termine troisième meilleur marqueur et deuxième passeur. Les Celtics sont de nouveau éliminés lors du premier tour de la phase finale par le même adversaire, New York. Au cours des séries éliminatoires, sa moyenne de points atteint 31,0. Il est nommé pour la première fois dans la première équipe NBA comme meilleur meneur.

##### Réussites individuelles et échecs collectifs (1952-1955)
Lors de la saison 1952-1953, Walter Brown a une bonne équipe et souhaite gagner un championnat. Bob Cousy répond aux attentes des supporters et réalise une moyenne de 7,7 passes décisives, performance importante à une époque où la règle de l’horloge n’a pas encore été introduite,. Il s'octroie son premier titre de meilleur passeur de la ligue. Grâce au trio composé de Bob Cousy, Bill Sharman et Ed Macauley, les Celtics marquent plus de points que n'importe quelle autre équipe.

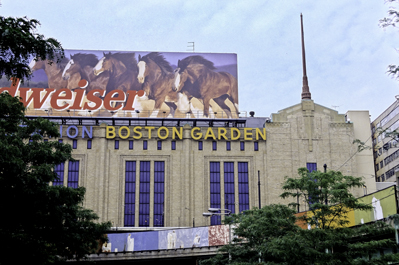
Bob Cousy réussit à inscrire 50 points en phase finale au Boston Garden.

Lors du premier tour des séries éliminatoires, dans une opposition entre les Celtics de Boston et les Nationals de Syracuse, Bob Cousy réalise le premier exploit marquant de sa carrière. Après une première victoire, les Celtics ont l'occasion de passer le premier tour pour la première fois de leur histoire. La rencontre a lieu au Boston Garden. Devant les 11000 spectateurs présents dans la salle, Cousy se révèle décisif à plusieurs reprises. Il permet à son équipe d'égaliser en marquant deux lancers francs à deux secondes de la fin du quatrième quart temps. Lors de la première prolongation, Cousy inscrit six des huit points des Celtics et notamment un lancer franc égalisateur à une seconde de la fin de la prolongation. Pour la troisième fois, il maintient son équipe dans la partie en marquant deux points grâce à un lay-up dans les dernières secondes de la deuxième prolongation. En troisième prolongation, les Celtics sont menés de cinq points et il ne reste que 13 secondes, Cousy marque un panier et un lancer franc puis égalise d'un tir de longue distance. Enfin, il inscrit neuf des douze points de Boston dans la dernière prolongation. Au total, il marque 50 points dans la partie en 64 minutes de jeu, dont 30 réussites sur 32 aux lancers francs. Boston gagne la partie sur le score de 111 à 105 après quatre prolongations, ce qui permet à la franchise de passer au tour suivant. C’est finalement de nouveau les Knicks de New York qui mettent un terme à la saison des Celtics lors de la série suivante. Malgré l'élimination de son équipe, Bob Cousy est sélectionné dans la All-NBA First Team avec Ed Macauley.

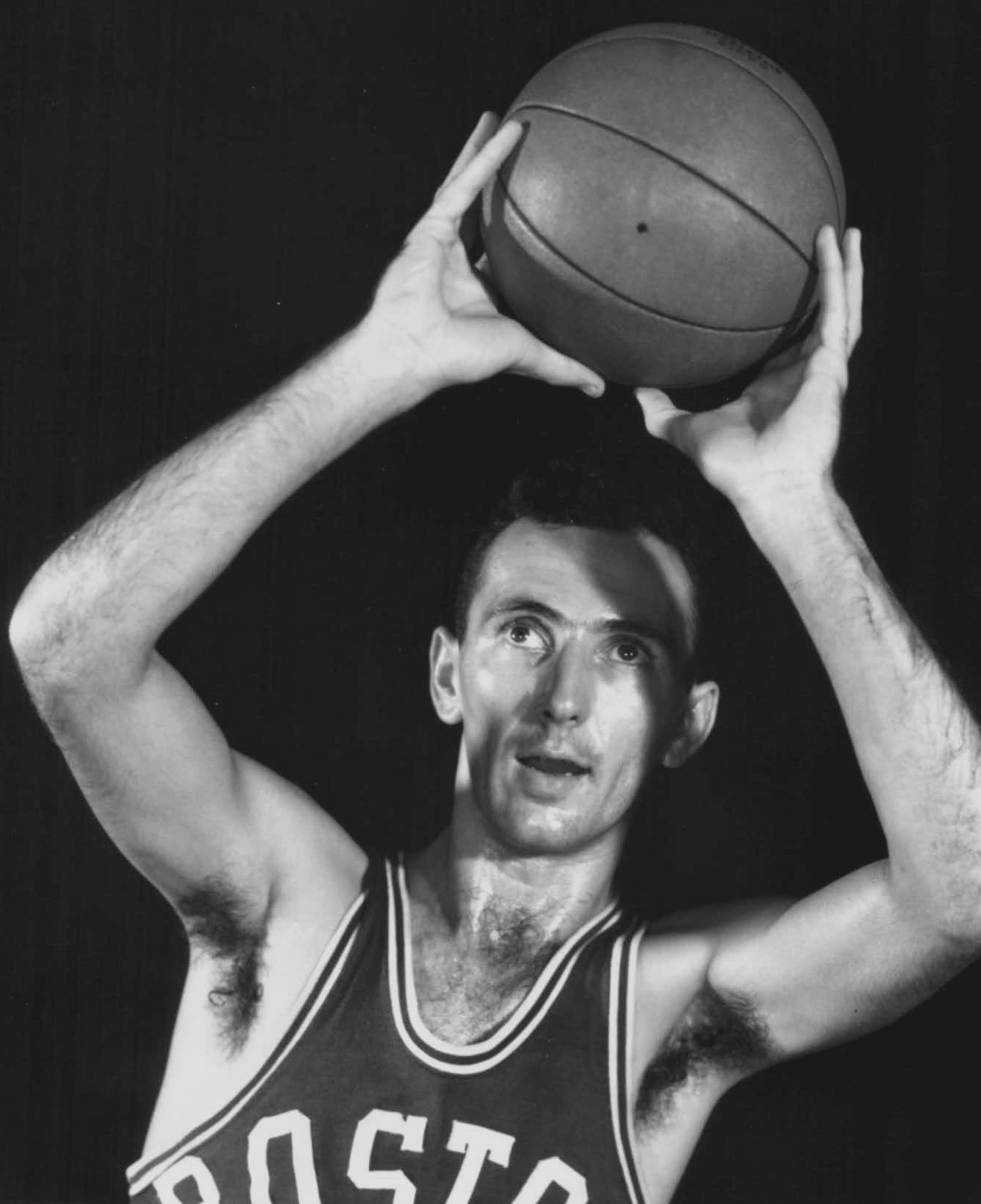
Portrait de Bob Cousy ballon en main sous le maillot des Celtics de Boston vers 1950.

Le meneur de jeu des Celtics de Boston dispute la saison 1953-1954 avec les mêmes ambitions de titre pour la franchise du Massachusetts. Le 11 novembre 1953, la police doit mettre fin à une bagarre entre Bob Cousy et Neil Johnston. Le 10 décembre, il orchestre un retour dans les dernières secondes de la rencontre contre les Knicks de New York, interceptant deux fois la balle pour arracher une prolongation dans laquelle son équipe l'emporte. Pour sa quatrième participation consécutive au All-Star Game en 1954, il s'illustre en inscrivant dix des quatorze points de son équipe en prolongation, lui permettant d'arracher le titre de MVP promis à Jim Pollard après le temps réglementaire,. Ses statistiques lors de cette rencontre, remportée par la Conférence Est sur le score de 98 à 93, sont de 20 points, 4 passes et 11 rebonds en 34 minutes. De nouveau qualifiée en phase finale, l'équipe menée par Bob Cousy échoue une nouvelle fois lors de la finale de la Conférence face à Syracuse sur le score de deux victoires à zéro. Les statistiques de Bob Cousy au cours de la saison sont de 19,2 points et 7,2 passes. Pour la deuxième année consécutive, le meneur des Celtics termine meilleur passeur du championnat.
Lors de la saison 1954-1955, Bob Cousy et ses coéquipiers permettent aux Celtics de Boston de devenir la première équipe à inscrire plus de 100 points en moyenne par match sur une saison. Les Celtics ne possèdent cependant pas une bonne défense : ils laissent leurs adverses inscrire 101,5 points en moyenne. Cousy remporte son troisième titre de meilleur passeur de la ligue avec 7,8 passes décisives auxquelles il ajoute 21,2 points. Sa saison se termine de nouveau face à Syracuse en finale de Conférence, finale remportée trois victoires à une. Lors du tour précédent, les Celtics ont éliminé les Knicks en trois manches, deux victoires à une.

#### Dynastie des Celtics

##### Meilleur joueur de la saison et premier titre (1956-1957)

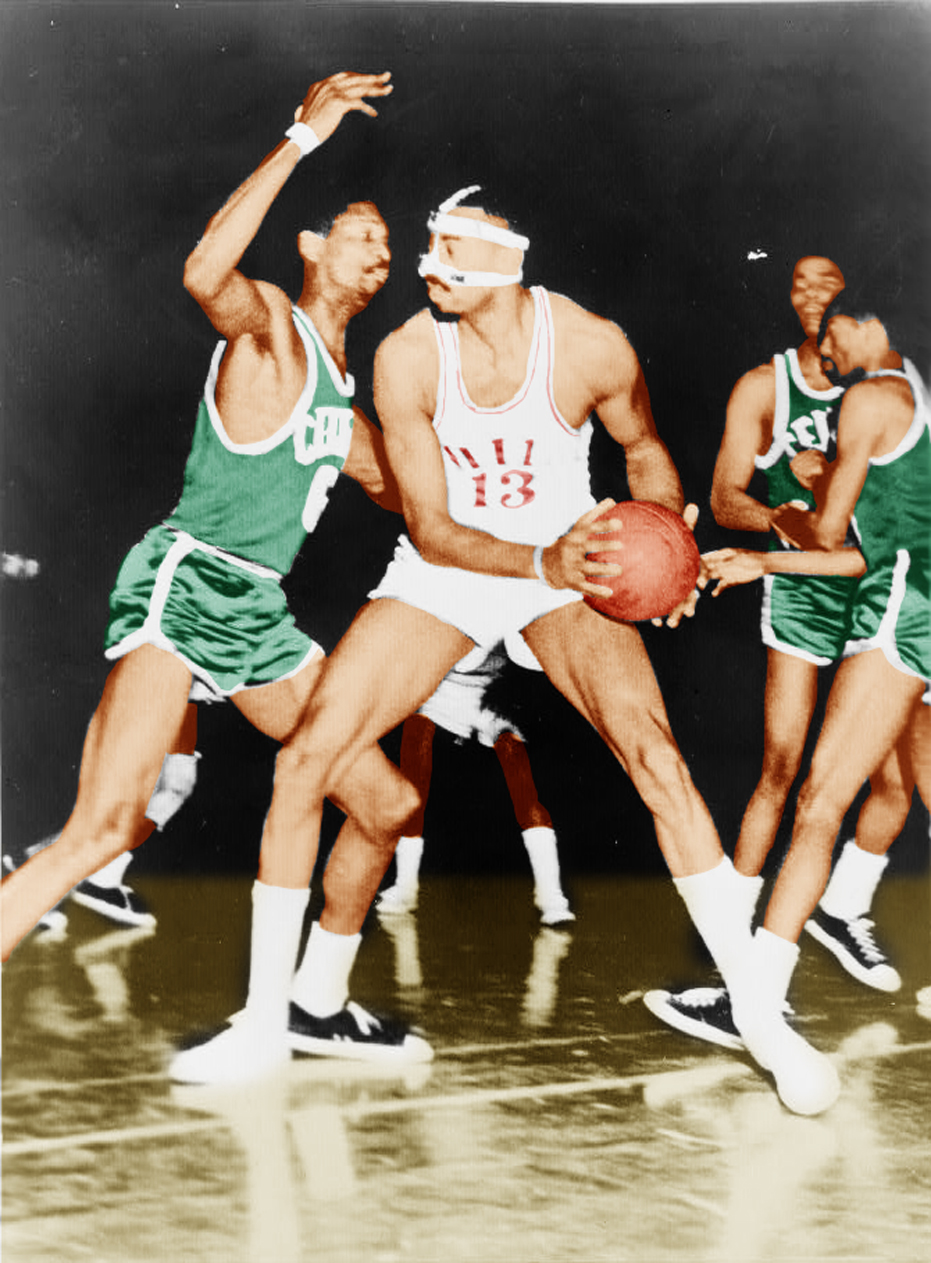
L'arrivée de Bill Russell (à gauche) a un impact positif sur le niveau de la défense des Celtics de Boston.

La draft de 1956 permet aux Celtics de Auerbach d’acquérir trois joueurs qui vont s’avérer importants : l’ailier Tom Heinsohn, l’arrière K.C. Jones et surtout le pivot Bill Russell que Red Auerbach parvient à récupérer en échange de son pivot All-Star Ed Macauley. Les Celtics pratiquent un jeu d’attaque performant mené par Bob Cousy. Si l'équipe est faible aux rebonds, elle acquiert une nouvelle assise défensive grâce à l'arrivée de Russell en cours de saison,.
La NBA commence à devenir l'un des championnats majeurs des États-Unis. Après la mise en place de la règle des 24 secondes, le jeu est rendu plus intéressant. Des rencontres sont diffusées à la télévision le samedi et quelques franchises deviennent rentables, comme les Knicks dès 1954 ou les Celtics une année plus tard. Bob Cousy fait la couverture du magazine Sports Illustrated le 9 janvier 1956 et devient le premier joueur des Celtics et de la NBA à faire la une du journal,,. Six jours plus tard, Cousy est également nommé MVP du NBA All-Star Game 1957.
Les Celtics terminent la saison régulière avec le meilleur bilan de la NBA : 44 victoires pour 28 défaites. Russell termine la saison avec une moyenne de 19,6 rebonds tandis que Cousy termine à nouveau meilleur passeur avec 7,5 passes et huitième marqueur de la ligue avec 20,6 points. Il est alors nommé NBA Most Valuable Player, récompense personnelle attribuée au meilleur joueur du championnat lors d'une saison.

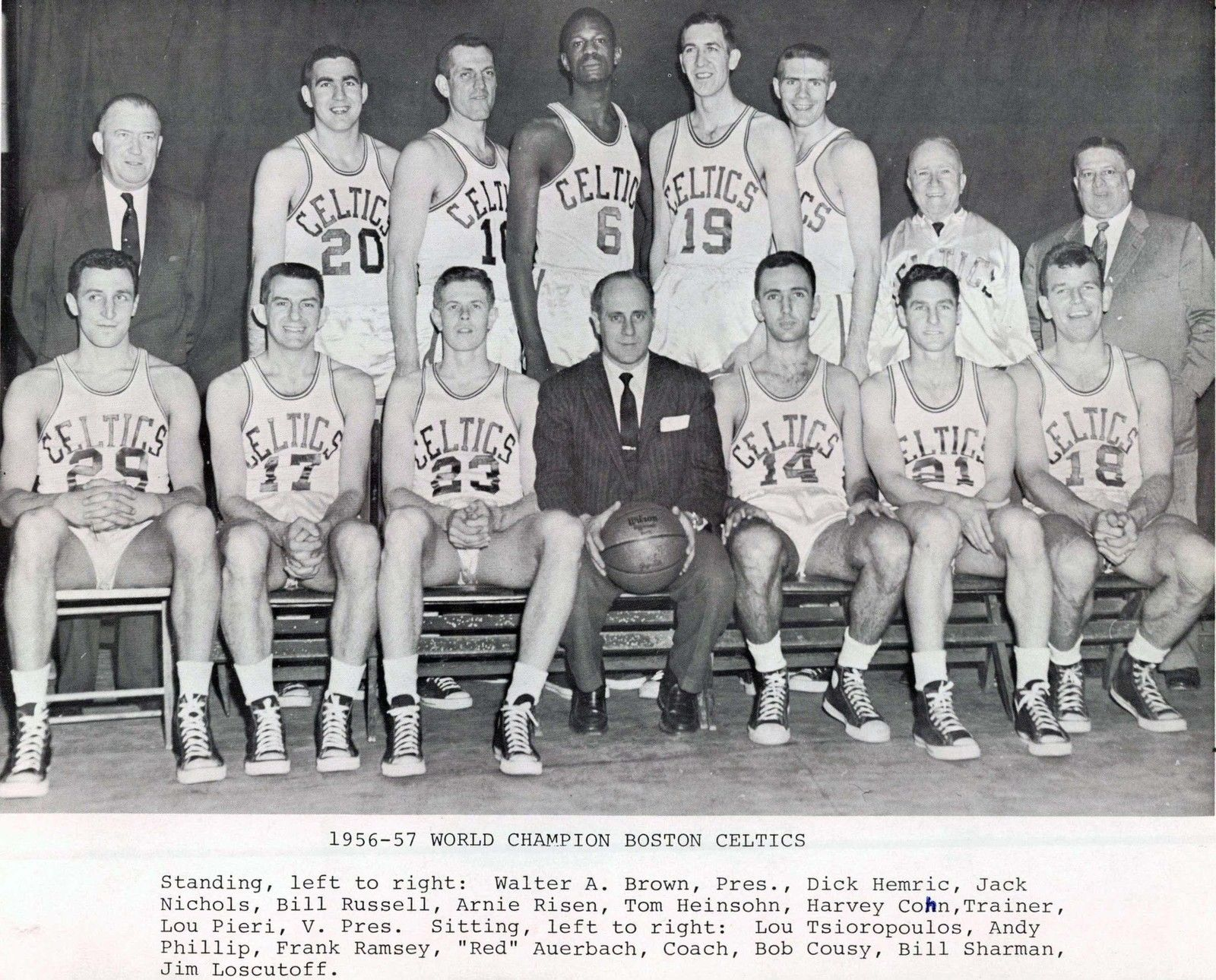
L'effectif de 1967-1957 est la première équipe des Celtics à être championne NBA. Bob Cousy (no 14) se tient à côté de son entraîneur, en costume et tenant un ballon.

Les Celtics se débarrassent de Syracuse sur le score de trois à deux et s’offrent une place en finale NBA face à la franchise des Hawks de Saint Louis. La première rencontre de la finale est disputée au Boston Garden et remportée par les Hawks après deux prolongations sur le score de 125 à 123, en s'appuyant sur les 37 points de leur joueur clef, l’ailier fort Bob Pettit. Lors de la deuxième rencontre, les Celtics s’appuient sur leur défense pour prendre leur revanche en l’emportant 119 à 99. Saint-Louis reprend la tête de la série en l’emportant 100 à 98 grâce à un tir à longue distance de Pettit. Les Celtics égalisent de nouveau, Cousy inscrivant 31 points pour faire face aux 33 points de Pettit, puis prennent enfin l’avantage en l’emportant 124 à 109 lors de la cinquième rencontre. Saint-Louis limite l’apport de Cousy à 15 points lors de la sixième rencontre. Celui-ci manque même un lancer-franc qui peut donner la victoire aux Celtics avant que Hagan ne réussisse une claquette qui permet aux Hawks d’égaliser dans la série grâce à une victoire 96 à 94.
Le septième et ultime match de la série a lieu le 13 avril 1957 au Boston Garden. Cousy manque la rencontre, ne réalisant que 2 paniers sur 20. Ce sont finalement les débutants des Celtics qui prennent le relais : Russell marque 19 points et capte 32 rebonds, et Heinsohn 37 points et 23 rebonds. Alors qu'il ne reste que 13 secondes, les Celtics mènent d'un point et Bob Cousy obtient deux lancers francs. Après qu'il a réussi le premier, les Hawks demandent un temps mort. Cousy, qui est un des meilleurs dans l'exercice, devient alors nerveux. Il échoue lors du second sans que le ballon ne touche le cercle. Pettit réussit sur l'action suivante deux lancers francs et arrache la prolongation. La rencontre, qui reste parmi les meilleures rencontres décisives de finale NBA, est remportée en double prolongation par les Celtics 125 à 124.

##### Défaite en finale contre les Hawks (1957-1958)
Lors de sa huitième saison professionnelle, Cousy termine avec une moyenne de 18,0 points, 5,0 rebonds et 7,1 passes décisives, terminant ainsi pour la sixième fois en tête du classement des passeurs. Il figure de nouveau dans l’équipe type de la NBA et participe au All-Star Game où il marque 20 points, capte 5 rebonds et délivre 10 passes. Pour la deuxième saison consécutive, les Celtics présentent le meilleur bilan à l’issue de la phase régulière avec 49 victoires pour 23 défaites,. Les Celtics affrontent de nouveau en finale les Hawks de Saint-Louis. Lors de la troisième manche de la finale, les Hawks prennent l'avantage avec deux victoires à une dans un match pendant lequel les Celtics perdent Bill Russell en raison d’une blessure à la hanche. À la suite de cette blessure, les Celtics de Boston s'inclinent en six rencontres après un dernier revers 110 à 109 qui permet aux Hawks de remporter le titre NBA,. De nombreux journalistes expliquent la défaite finale de son équipe par l'absence de Russell, ce que conteste l’entraîneur de Boston : « We just got beat »,.

##### Nouveaux titres NBA (1958-1962)

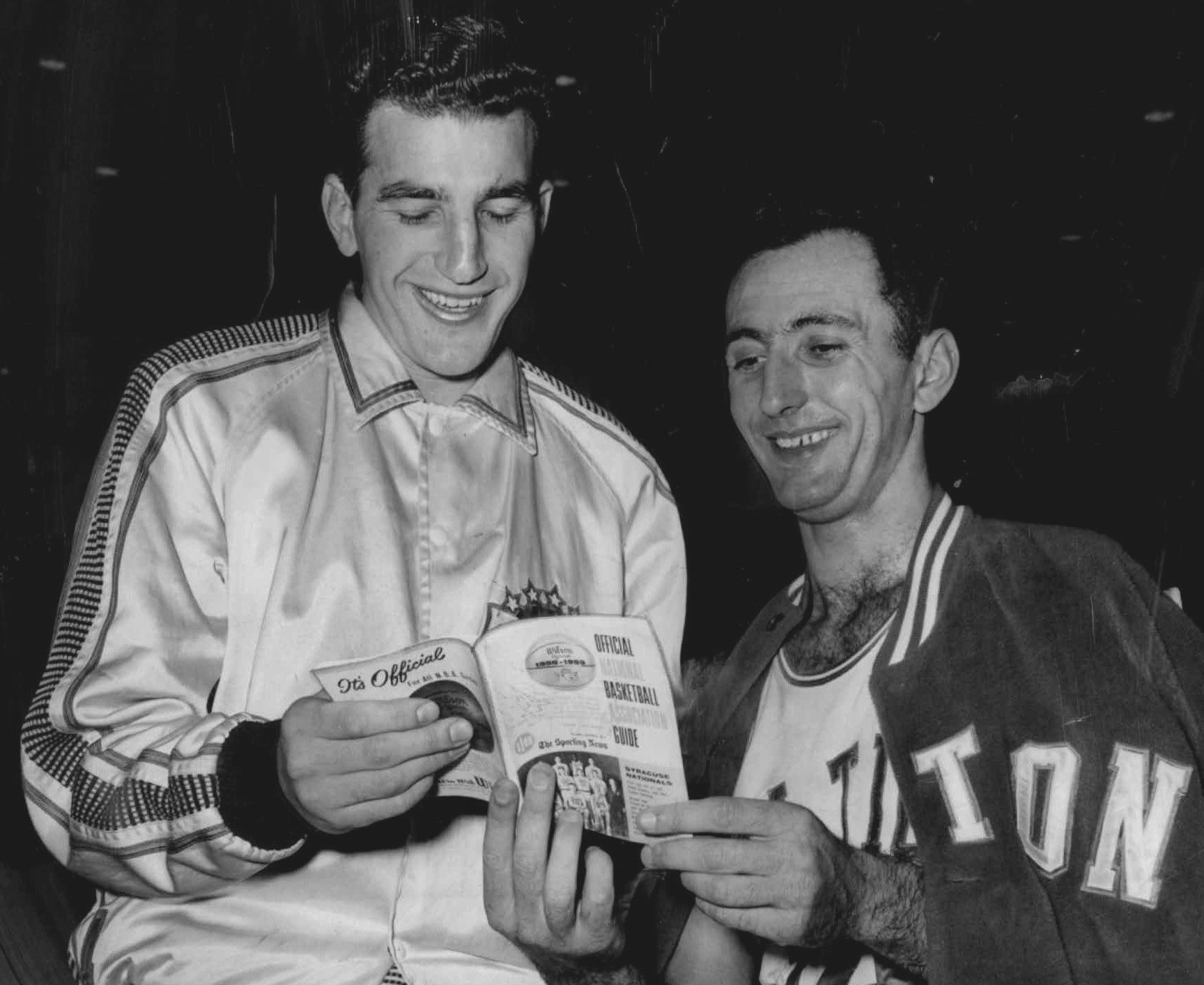
Bob Cousy, à droite, tient un programme officiel avec Dolph Schayes, la vedette des Nationals de Syracuse, en 1959.

Après une nouvelle participation au All-Star Game, avec des statistiques de 13 points, 5 rebonds et 4 passes, Cousy termine de nouveau la saison 1958-1959 dans le cinq majeur et avec le titre de meilleur passeur du championnat pour une moyenne de 8,6 passes. Il marque également 20,0 points et capte 5,4 rebonds. Pour la troisième année consécutive, Boston finit avec le meilleur bilan de la ligue avec 52 victoires pour 20 défaites. En février 1959, Cousy établit un nouveau record NBA avec 28 passes décisives lors d'une rencontre opposant les Celtics aux Lakers, rencontre remportée 173 à 139,. Lors de ce même match, Cousy bat un autre record NBA avec 19 passes décisives lors d'une seule mi-temps.
En playoffs, les Celtics deviennent champions de la conférence Est en battant Syracuse 130 à 125 lors de la septième et dernière manche de la série. En finale, ils sont opposés aux Minneapolis Lakers qui ont éliminé les tenants du titre, Saint-Louis. L'équipe de Minneapolis reste sur 18 défaites consécutives face à Boston. Malgré la présence de la jeune recrue de talent Elgin Baylor, les Celtics de Boston dominent les Lakers en quatre manches. C'est la première fois qu'une équipe réalise le sweep en finale.
Lors de la saison 1959-1960, Cousy établit sa meilleure moyenne de passes avec 9,5, remportant un nouveau titre de meilleur passeur. Il ajoute également 4,7 rebonds et marque 19,4 points par rencontre. Boston, qui termine une nouvelle fois la saison régulière en tête des bilans avec 59 victoires pour 16 défaites, rencontre les Warriors de Philadelphie de Wilt Chamberlain en finale de la conférence est. Les Celtics l'emportent 4 à 2 et sont de nouveau opposés aux Hawks en finale. Dans la première manche disputée au Garden et remportée 142 à 120 par Boston, Cooz inscrit dix paniers. Lors des trois rencontres suivantes, incluant la défaite subie au Garden au match 2, le meneur est en difficulté, ses passes sont molles, sa réussite au tir faiblit fortement (sept tirs réussis sur quarante-six). Les Celtics reprennent l'avantage dans la salle des Hawks, avant que ceux-ci n'égalisent à nouveau avec une victoire 106 à 96. Cousy retrouve sa magie dans la cinquième rencontre, disputée au Garden, marquant 21 points dans la victoire des Celtics. Les Hawks égalisent à domicile après une deuxième mi-temps totalement dominée dans laquelle Bob Cousy n'inscrit pas le moindre point. La rencontre décisive se conclut sur le score de 122 à 103 à l'avantage des Celtics. Cousy marque 19 points et délivre 14 passes lors de cette ultime rencontre,. Le meneur termine la phase finale avec des statistiques de 15,2 points, 8,9 passes, et 3,7 rebonds en 36 minutes.

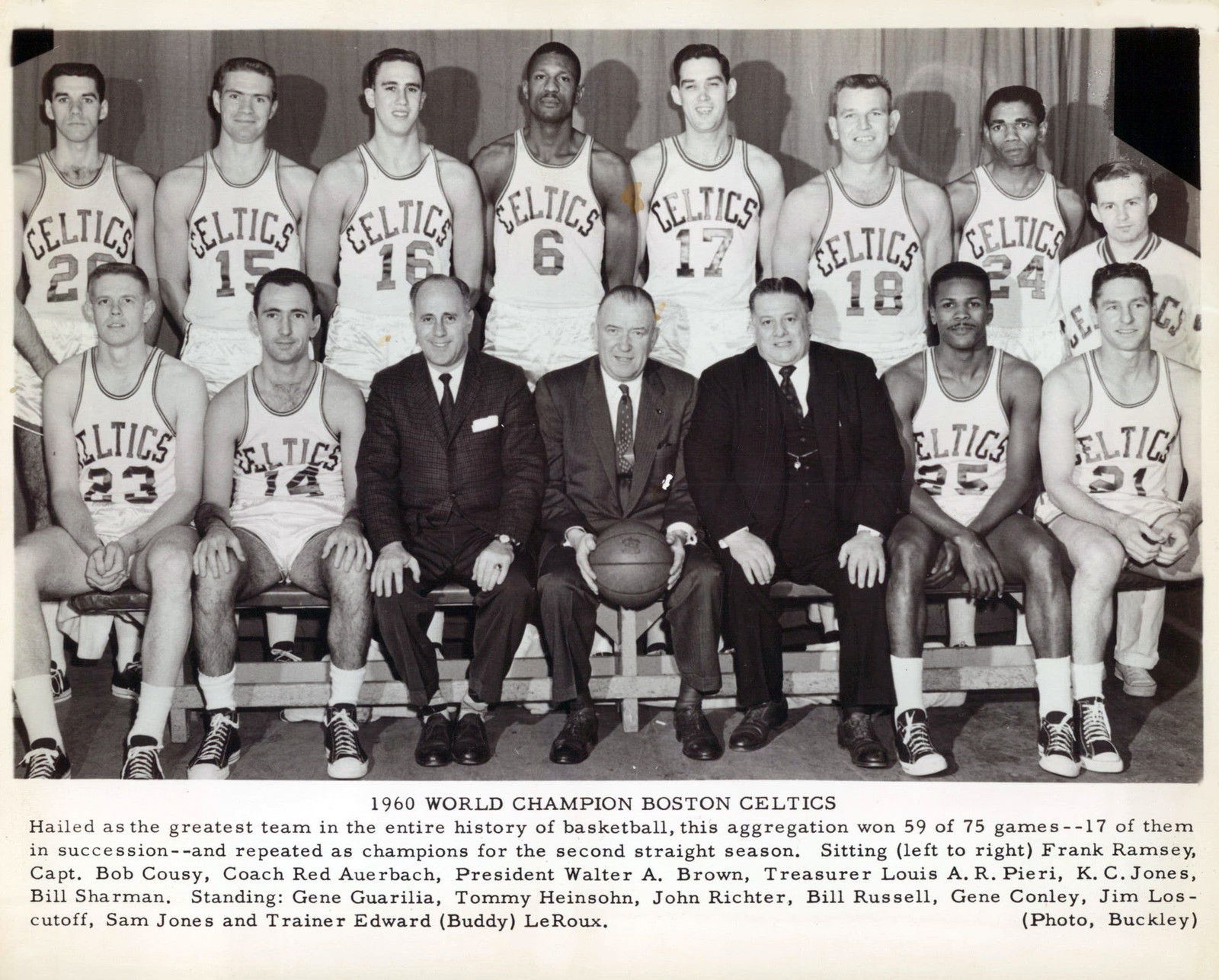
L'équipe des Celtics de Boston en 1960. Bob Cousy est le 2e assis en partant de la gauche.

Lors de la saison 1960-1961, le joueur des Royals de Cincinnati Oscar Robertson met un terme à la série de huit titres consécutifs de meilleur passeur de la NBA. Bob Cousy termine la saison à la troisième place de ce classement avec 7,7 passes. Il marque également 18,1 points et capte 4,4 rebonds. Cousy termine toutefois une nouvelle fois dans le cinq majeur de la ligue. Les Celtics terminent avec un bilan de 57 victoires pour 22 défaites. En finale de conférence, ils l'emportent face à Syracuse, qui ont éliminé les Warriors au tour précédent, sur le score de 4 à 1. Pour la quatrième fois en cinq ans, l'affiche de la finale est constituée des Celtics et des Hawks de Saint-Louis, qui ont éliminé les Lakers qui viennent de réaliser leur première saison dans leur nouvelle ville de Los Angeles. La finale débute dès le lendemain de la victoire des Hawks qui s'inclinent lors de la première rencontre disputée à Boston. Les Celtics enchaînent par une nouvelle victoire à domicile. Les Hawks de Saint-Louis gagnent la troisième manche avant que les Celtics remportent les deux dernières manches, d'abord à Saint-Louis puis Boston.

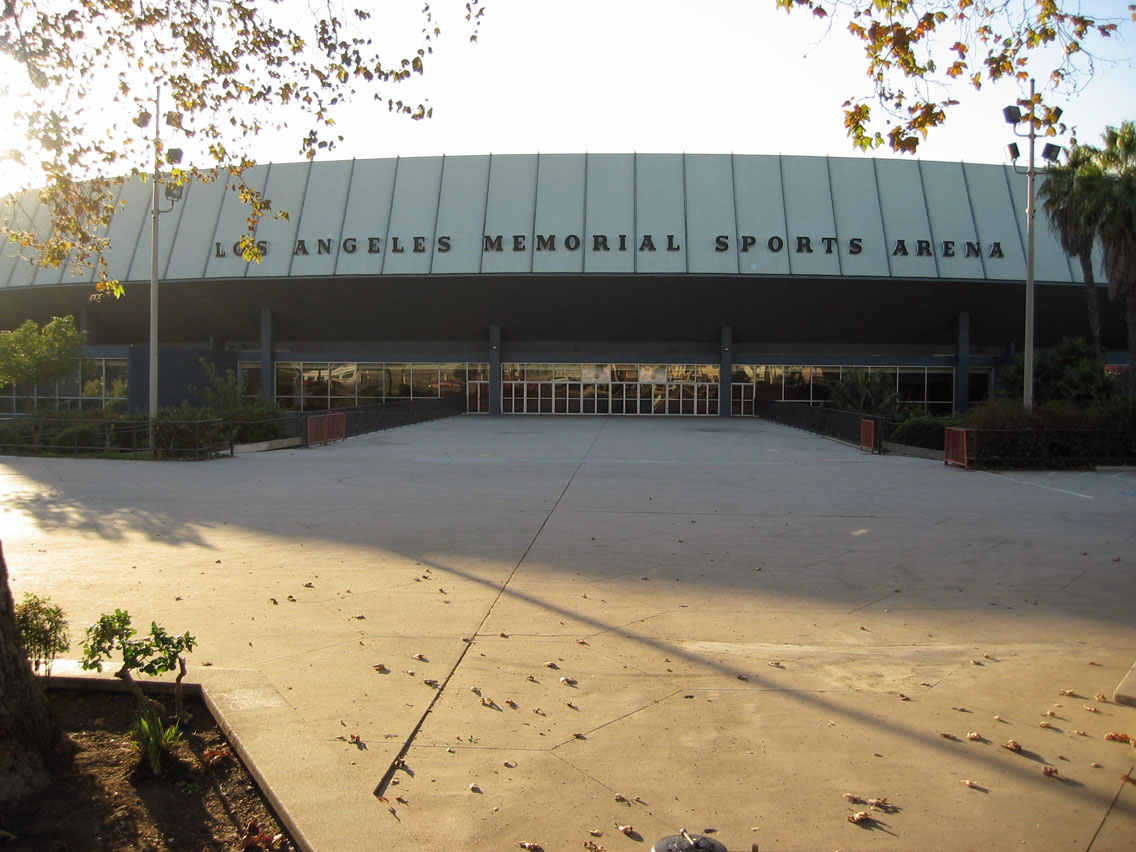
Bob Cousy et les Celtics de Boston se déplacent régulièrement au Los Angeles Memorial Sports Arena pour affronter les Lakers de Los Angeles en finale.

Lors de la saison 1961-1962, les Celtics terminent avec le meilleur bilan de la phase régulière pour la sixième année consécutive avec 60 victoires pour 20 défaites. En finale de conférence, ils éliminent lors d'une septième manche décisive les Warriors de Chamberlain qui vient de réaliser une saison à 50,4 points de moyenne. Avant le début des séries éliminatoires, Bob Cousy est de nouveau troisième meilleur passeur de NBA derrière Oscar Robertson et le joueur des Warriors Guy Rodgers avec 7,8 passes. Il est le quatrième marqueur de sa franchise avec 15,7 points derrière Tom Heinsohn, Bill Russell et Sam Jones. En plus, il prend 3,5 rebonds en moyenne par match.
En finale, les Celtics sont opposés aux Lakers de Los Angeles menés par Elgin Baylor et Jerry West. Les six premières rencontres ne départagent pas les deux équipes. La manche décisive, disputée à Boston, voit les deux équipes atteindre la fin de la rencontre sur le score de 100 partout. Les Celtics l'emportent finalement lors de la prolongation sur le score de 110 à 107. Lors de cette rencontre, Bill Russell réussit 30 points et capte 40 rebonds. Lors des séries éliminatoires, la moyenne de passes décisives de Cousy est de 8,8 passes. Il marque 16,0 points et prend 4,6 rebonds.

##### Fin de carrière de joueur de basket-ball (1962-1963)
Après le quatrième titre consécutif obtenu lors de la saison 1961-1962, Bob Cousy se voit offrir le poste d'entraîneur au Boston College. Ce poste lui permettrait de rester près de sa famille à Boston et d'aborder le monde du basket-ball sous un autre angle. Mais alors qu'il est près de se retirer de l'effectif, Walter Brown demande à Cousy de jouer une année de plus avec les Celtics de Boston. Bob Cousy annonce en octobre donc qu'il se retirera à l’issue de la saison 1962-1963. Son temps de jeu diminue, il joue entre 20 et 25 minutes par match,. Le 17 mars 1963, à l'occasion de la dernière rencontre de saison régulière jouée par Cousy au Garden, les Celtics décrètent un « Bob Cousy Day » et organisent une cérémonie exceptionnelle pour célébrer sa carrière,,. Alors que le meneur doit donner un discours, il n'y arrive pas. Un long silence s'installe, finalement brisé par un supporteur du balcon supérieur qui crie : « We love ya, Cooz! »,,. Avec 6,8 passes décisives par match, Cousy reste l'un des meilleurs passeurs du championnat. Il ajoute en moyenne 13,2 points et 2,5 rebonds.
Lors des rencontres de phase finale, Cousy fait progresser ses moyennes avec 14,1 points et 8,9 passes par partie. Les Celtics terminent la saison avec 58 victoires et 22 défaites. En finale de Conférence Est, ils sont opposés aux Royals de Cincinnati qui les contraignent à disputer sept rencontres pour atteindre la finale. De nouveau opposés aux Lakers de Los Angeles, les Celtics de Boston remportent les deux premières rencontres à domicile pour mener deux à zéro. Les Lakers réduisent l’écart en l’emportant à Los Angeles avant qu'une nouvelle victoire des Celtics n'établisse le score à 3 contre 1 ; ils sont alors à une victoire du titre. Lors de la cinquième manche disputée à Boston, les Lakers l’emportent pour s’offrir une sixième manche à Los Angeles. Lors de celle-ci, les Celtics prennent l’avantage grâce à une série de onze points du débutant John Havlicek. Cousy doit quitter la rencontre à onze minutes de la fin en raison d’une blessure à la hanche gauche, alors que les Celtics mènent encore de neuf points. Mais il revient sur le parquet à cinq minutes du terme alors que les Lakers mènent d'un point. Bien qu’il ne marque aucun point durant cette période, sa présence influence le jeu et les Celtics l'emportent 112 à 109,. Quinze jours après avoir remporté son cinquième titre NBA, Cousy entame une tournée de démonstrations en France. Accompagné de sa femme Missie et de ses deux filles, il reste dans l'Hexagone six mois, retrouvant sa famille française.
Sur l'ensemble de sa carrière NBA, Bob Cousy dispute 924 rencontres, inscrit 16 960 points, soit une moyenne de 18,4 points par rencontre disputée, 4 786 rebonds (5,2 par match) et 6 955 passes décisives (7,5 passes décisives par match). En 2011, il fait partie des vingt meilleurs passeurs de l'histoire de la NBA. Lors des playoffs, ses moyennes sont de 18,5 points, 8,6 passes et 5,0 rebonds par match.

### Carrière d'entraîneur

#### Apprentissage universitaire au Boston College

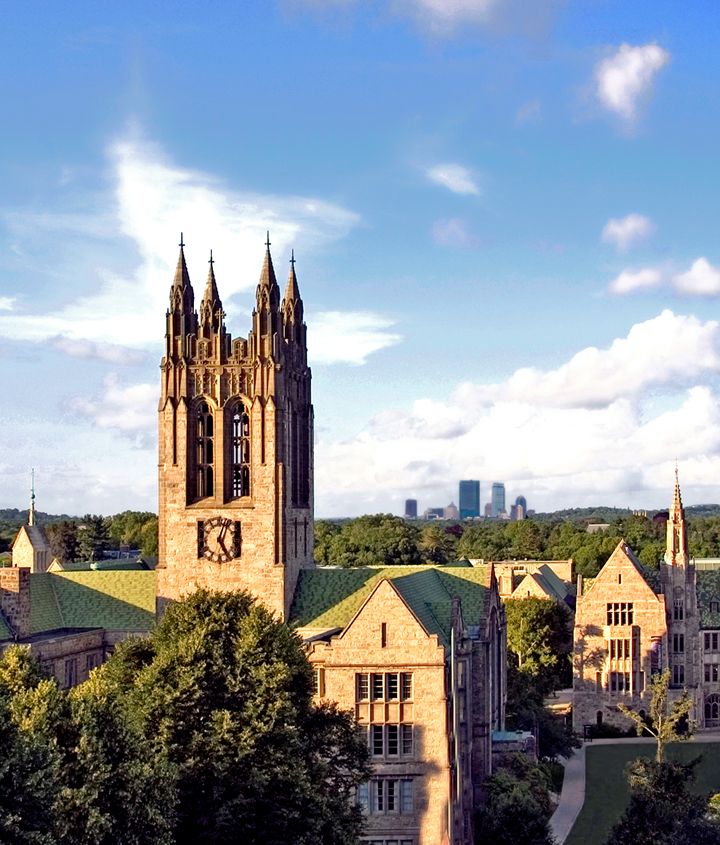
Bob Cousy commence sa carrière d'entraîneur avec l'équipe universitaire du Boston College.

Après la fin de sa carrière de joueur, Bob Cousy entame une carrière d’entraîneur en rejoignant l’université privée de Boston College comme prévu depuis un an. La star locale accepte de réduire son salaire de 35 000 à 12 000 $. Il mène l'équipe à deux participations au tournoi final de la National Collegiate Athletic Association (NCAA) en 1967 puis 1968. En 1967, son équipe atteint les finales régionales, Elite eight, battue par les North Carolina Tar Heels. La saison suivante, l’équipe échoue au premier tour. En 1969, après deux défaites en début de saison, il annonce son retrait en fin d'année. Son équipe enchaîne ensuite 22 victoires consécutives, s'appuyant sur l'ailier Terry Driscoll. Cousy et son équipe parviennent en finale du National Invitation Tournament où ils sont battus par les Owls de Temple sur le score de 89 à 76,,. Avec les Eagles de Boston College, qu’il dirige pendant six saisons, il présente un bilan de 117 victoires pour 38 défaites. Quatre des six saisons se terminent avec un différentiel de 20 victoires.

#### Retour en NBA et échecs
À la fin de la saison universitaire 1967-1968, le commissionnaire de l'American Basketball Association, George Mikan, demande à Bob Cousy s'il souhaite entraîner les Nets de New York. Les rumeurs se multiplient sur ses possibilités de prendre la tête des Nets pour une somme d'argent importante, un éventuel poste à la télévision ou sa possibilité de jouer de nouveau à l'étranger, en Italie, en Espagne ou en France. Peu de temps après, les Royals de Cincinnati lui offre le poste d'entraîneur de l'équipe NBA avec un contrat de 100 000 $ par an pendant trois années. Malgré le désaccord de sa famille, Bob Cousy accepte l'offre des Royals et retourne en NBA.
Il prend donc en charge les Royals de Cincinnati, l'équipe dont la vedette est Oscar Robertson. Bob Cousy rejoue lors de sept rencontres pendant la saison 1969-1970 afin de relancer les ventes de billets des matchs à domicile de la franchise. Durant ceux-ci, Cousy délivre 1,4 passe décisive, marque 0,7 point et capte 0,7 rebond en moyenne pour seulement 4,9 minutes disputées par rencontre. Il reste à la tête de l’équipe jusqu'au début de la saison 1973-1974. À son départ, il présente un bilan négatif de 141 victoires pour 209 défaites.

### Carrière de dirigeant

#### Premier président de l'association des joueurs de NBA
Durant l'année 1954, Bob Cousy devient le premier président de la National Basketball Players Association, association des joueurs de la National Basketball Association (NBA) qui permet à ceux-ci de pouvoir négocier auprès des instances de la ligue et des propriétaires des franchises. Il occupe ce poste de 1954 à 1958, année où son mandat est repris par son ancien coéquipier des Celtics Tom Heinsohn. Cousy reste impliqué dans le monde du basket-ball après la fin de son mandat. En 1962, il rédige une tribune pour critiquer un calendrier trop chargé, dégoûtant selon lui les spectateurs et les joueurs, alors que le calendrier des Celtics contient 116 rencontres en six mois.

#### Dirigeant d'instances sportives
Bob Cousy devient le premier vice-président et administrateur du Basketball Hall of Fame. Il devient en mai 1989 le premier membre du Hall of Fame à en devenir le président. Cousy accepte même un second mandat en février de l’année suivante. Il est également commissionnaire de l'American Soccer League de 1975 à 1980.

### Consultant télévisuel
Bob Cousy réalise sa première expérience en étant consultant à la télévision pour les rencontres NBA diffusées sur la chaîne américaine ABC alors qu'il est entraîneur pour Boston College. Après avoir quitté les Royals de Cincinnati, Bob Cousy commente une partie des matchs télévisés des Celtics de Boston dès 1974. Il travaille lors de sa première année avec Dick Stockton et est rémunéré à hauteur de 500 $ par rencontre commentée. Cousy travaille à la télévision pendant vingt-cinq années, collaborant avec Dick Stockton, Len Berman, Roger Twibell et Gil Santos avant de se mettre en retrait en 2000. Pour les neuf années qui suivent, Cousy travaille comme consultant au bord du court lors de dix rencontres par saison des Celtics sur la chaîne de télévision Comcast SportsNet avant d'être viré en 2009.

### Vie privée
Cousy se marie avec Marie « Missie » Ritterbusch le 9 décembre 1950,. Parents de deux filles, Marie née en août 1951 et Mary Patricia dit « Ticia » née en octobre 1952, ils vivent ensemble à Worcester dans le Massachusetts jusqu'à la mort de Missie en 2013. Sur la dernière décennie de sa vie, sa femme est atteinte de démence mais l'ancien joueur de basket-ball fait tout pour qu'elle ne se croit pas malade : plaçant des fleurs artificielles dans le jardin par exemple en lui disant qu'elle les avait fait pousser ou encore envoyant son véhicule en Floride pendant l'hiver pour lui faire croire qu'elle était toujours capable de conduire.

## Palmarès, records et récompenses

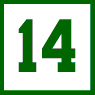
Le numéro 14 des Celtics de Boston est retiré en hommage à sa carrière.

Bob Cousy est le meneur de jeu des Celtics de Boston pendant la dynastie de la franchise et sa domination sur la NBA. Ainsi, il remporte avec son équipe six titres de champion NBA en sept années : en 1957, 1959, 1960, 1961, 1962 et 1963.
Le meneur des Celtics obtient des récompenses personnelles pendant sa carrière. Avant de remporter un titre, il est élu meilleur joueur du All-Star Game 1954. Lors de la saison 1956-1957, Bob Cousy cumule, en plus du titre de champion NBA, les récompenses de meilleur joueur du All-Star Game et celle de meilleur joueur de la saison régulière 1956-1957 (MVP). Cousy est l'un des joueurs les plus réguliers de la NBA. Au cours de sa carrière, il ne rate aucun des 13 All-Star Games organisés entre 1951 et 1963. Entre la saison 1952-1953 et la saison 1959-1960, Bob Cousy est le joueur qui distribue le plus grand nombre de passes décisives dans la NBA.
Son total en carrière s'élève à 16 468 passes décisives. Il détient le record NBA du plus grand nombre de passes décisives en une mi-temps lors d'un match de saison régulière avec 19 passes décisives contre les Lakers de Minneapolis le 27 février 1959. Lors de cette finale, Bob Cousy réalise 51 passes décisives durant la série qui ne dure que quatre matchs, ce qui reste, avec 12,8 passes par match, le record NBA pour une finale disputée en quatre manches. Il est le joueur qui a réussi le plus grand nombre de lancers-francs en un match de phase finale avec 30 lancers contre les Nationals de Syracuse le 21 mars 1953 lors d'un match gagné après quatre prolongations.
Le 16 octobre 1963, son numéro 14 est retiré par les Celtics de Boston,. Il est le premier joueur à être honoré de cette manière par la franchise. Bob Cousy est introduit au Basketball Hall of Fame en 1971. Il est nommé dans la meilleure équipe de tous les temps en 1970 à l'occasion du 25e anniversaire de la création de la NBA. Dix années plus tard, il est également nommé dans l'équipe des 35 ans de la NBA. En 1996, il est désigné comme l'un des meilleurs joueurs de l'histoire de la NBA. Trois ans plus tard, ESPN sélectionne Cousy comme 94e meilleur sportif du XXe siècle.

## Style de jeu et personnalité

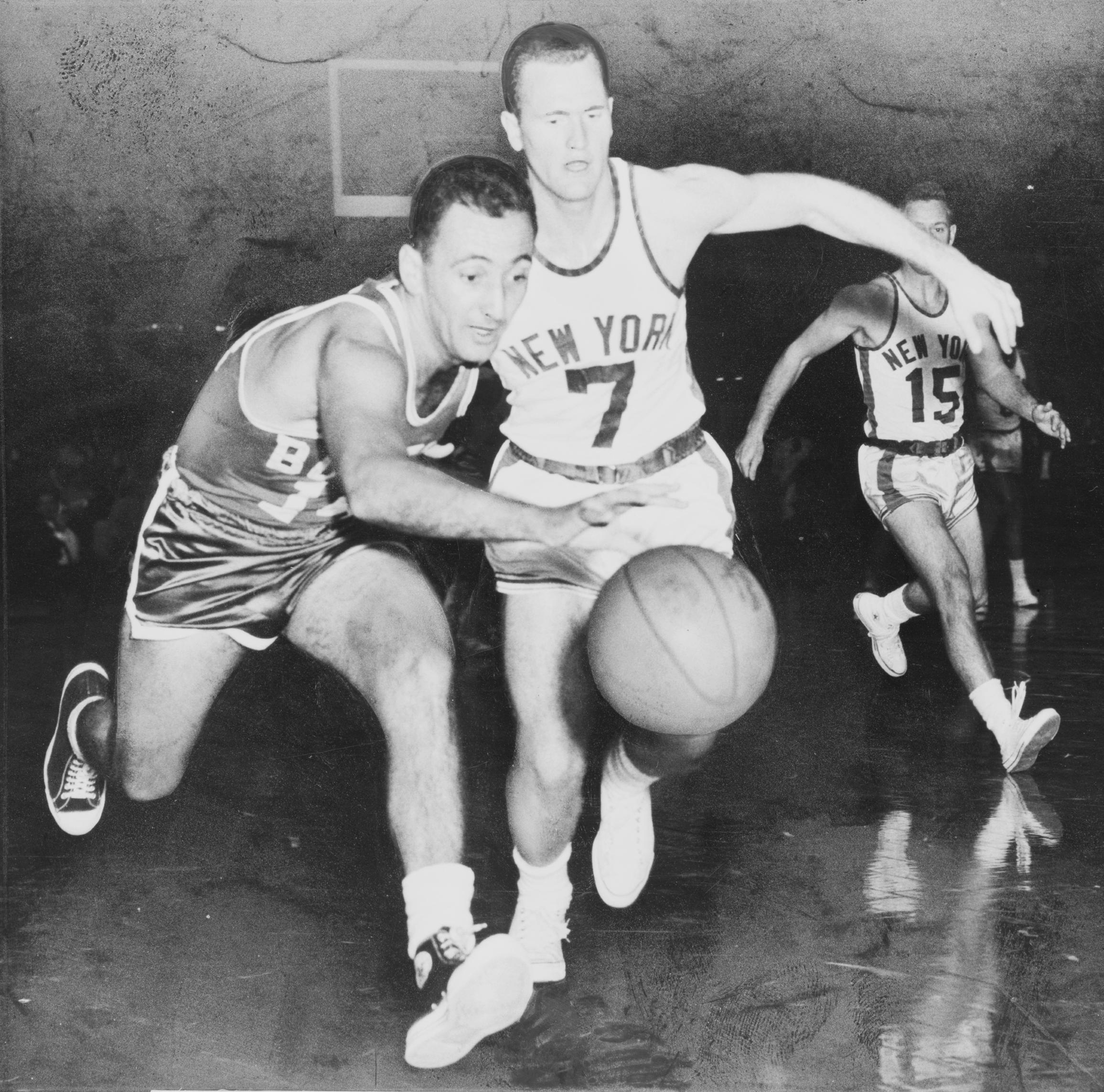
Bob Cousy (à gauche) court avec le ballon sous le maillot des Celtics de Boston en 1960.

Dans un article de l'édition du 9 janvier 1956 du magazine Sports Illustrated, le joueur historique des Celtics de Boston Joe Lapchick décrit Bob Cousy comme le meilleur joueur qu'il ait vu jouer,. Selon lui, Cousy sait tout faire et montre toujours quelque chose de nouveau, quelque chose d'inédit. Dans cet article, le journaliste du magazine considère même que le joueur porte la ligue depuis la retraite de George Mikan à une prospérité qu'elle n'aurait pas connue sans lui.
Le meneur des Celtics est unanimement reconnu comme le meilleur dribbleur de son époque. Cousy rend plus populaires certaines techniques de dribble, comme les renversements de dribbles pour être dos au défenseur et les dribbles derrière le dos. Il réussit aussi en l'air à faire passer la balle de la main droite à la main gauche derrière son dos puis à réaliser un lay-up avec la main gauche. Alors que la possession de balle est importante avant la mise en place de la règle des 24 secondes par possession, Bob Cousy est l'un des meilleurs protecteurs de balle, qu'il l'ait en mains ou en dribblant.
Bob Cousy est décrit par la NBA comme le premier « magicien de la passe » de la ligue. Sa vision du jeu, ses réflexes, sa capacité à mener l'attaque et surtout sa qualité de passe le sépare des autres meneurs de son époque. Dans la dominante équipe des Celtics des années 1960, chaque joueur a son rôle et celui de Bob Cousy est d'orchestrer la contre-attaque et de mener le jeu offensif. La qualité de passe en courant de Cousy est reconnue comme l'une des meilleures. Il est également le premier à multiplier les passes à l'aveugle,.
En 1963, un mois avant de prendre sa retraite, Bob Cousy déclare : « Je pense que le tir en suspension est la pire chose qui soit arrivée au basket-ball en dix ans »,.
Physiquement, Cousy est l'un des joueurs les plus petits de la ligue. Les spectateurs, le comparant avec ses coéquipiers et adversaires, l'estiment régulièrement plus petit qu'il est. Pourtant, il mesure 1,85 mètre et surprend hors des terrains par un corps plus physique que laissent imaginer ses épaules tombantes et sa longue nuque maigre. Ses jambes et ses cuisses sont particulièrement puissantes et endurantes, lui permettant de courir d'un bout à l'autre du terrain pendant toutes les rencontres de basket-ball.

## Dans la culture populaire
Bob Cousy est très populaire dans la région de Boston et même nationalement. Tom Heinsohn dit même plus tard en parlant des années 1960 : « À cette époque, Boston était la région des Red Sox, une région de hockey, et la région de Cousy ». Après son record de 28 passes décisives, le joueur des Lakers de Los Angeles Rod Hundley dit de Cousy qu'il est le meilleur de tous les temps. Cette notoriété se traduit par de nombreuses couvertures de magazines et une campagne publicitaire pour Hood Milk. À l'occasion des cérémonies de la fin de carrière de Bob Cousy en 1963, le président des États-Unis John Fitzgerald Kennedy envoie un télégramme avec le message suivant : « Le jeu porte une empreinte indélébile de vos compétences rares et votre esprit compétitif ».
En octobre 1991, le magazine sportif américain Sports Illustrated consacre un article à Bob Cousy dans son numéro spécial imaginant les anciennes vedettes sportives si elles jouaient dans les années 1990. Le journaliste Alexander Wolff évoque sa possible adaptation au jeu moderne en citant Karl Malone qui compare son coéquipier du Jazz de l'Utah John Stockton à un « Bob Cousy sans accent » mais le principal concerné évoque les différences physiques et d'adresse entre son époque et ce qu'est devenue la NBA. En 1994, Cousy est payé 150 000 $ pour faire une apparition dans le film Blue Chips. Il joue le rôle d'un dirigeant sportif et Nick Nolte celui d'entraîneur dans le film qui a pour thème la corruption dans le basket-ball universitaire américain. Sa principale scène dans le film est lorsqu'il tire des lancers francs alors que cette scène n'est pas prévue dans le scénario initial.
En 2004, le Naismith Memorial Basketball Hall of Fame créé le Bob Cousy Award presented by The Hartford, trophée qui récompense le meilleur universitaire évoluant au poste d’arrière.
Toujours passionné de sports, Cousy reste en contact avec son ancienne franchise de Boston. Il entretient un rapport particulier avec l'entraîneur Brad Stevens qu'il félicite après chaque saison et rencontre occasionnellement. Au début de la saison 2018-2019, il rencontre l'ensemble de l'équipe des Celtics.

## Statistiques
gras = ses meilleures performances

### Universitaires
Statistiques en université de Bob Cousy
| Saison    | Équipe           | Matchs | % Tir | % LF | Pts/m. |
| --------- | ---------------- | ------ | ----- | ---- | ------ |
| 1946-1947 | Holly Cross (en) | 30     | —     | —    | 7,6    |
| 1947-1948 | Holly Cross      | 30     | —     | 66,7 | 16,2   |
| 1948-1949 | Holly Cross      | 27     | —     | 67,2 | 17,8   |
| 1949-1950 | Holly Cross      | 30     | 32,8  | 75,4 | 19,4   |
| Carrière  | Carrière         | 117    | 32,8  | 70,7 | 15,2   |

### Professionnelles

#### Saison régulière
Légende :
| Champion NBA | MVP de la saison | Meilleur joueur de cette catégorie statistique de la saison |

gras = ses meilleures performances
Statistiques en saison régulière de Bob Cousy
| Saison        | Équipe        | Matchs | Min./m | % Tir | % LF  | Rbds/m. | Pass/m. | Pts/m. |
| ------------- | ------------- | ------ | ------ | ----- | ----- | ------- | ------- | ------ |
| 1950-1951     | Boston        | 69     | —      | 35,2  | 75,6  | 6,9     | 4,9     | 15,6   |
| 1951-1952     | Boston        | 66     | 40,6   | 36,9  | 80,8  | 6,4     | 6,7     | 21,7   |
| 1952-1953     | Boston        | 71     | 41,5   | 35,2  | 81,6  | 6,3     | 7,7     | 19,8   |
| 1953-1954     | Boston        | 72     | 39,7   | 38,5  | 78,7  | 5,5     | 7,2     | 19,2   |
| 1954-1955     | Boston        | 71     | 38,7   | 39,7  | 80,7  | 6,0     | 7,8     | 21,2   |
| 1955-1956     | Boston        | 72     | 38,4   | 36,0  | 84,4  | 6,8     | 8,9     | 18,8   |
| 1956-1957     | Boston        | 64     | 36,9   | 37,8  | 82,1  | 4,8     | 7,5     | 20,6   |
| 1957-1958     | Boston        | 65     | 34,2   | 35,3  | 85,0  | 5,0     | 7,1     | 18,0   |
| 1958-1959     | Boston        | 65     | 37,0   | 38,4  | 85,5  | 5,5     | 8,6     | 20,0   |
| 1959-1960     | Boston        | 75     | 34,5   | 38,4  | 79,2  | 4,7     | 9,5     | 19,4   |
| 1960-1961     | Boston        | 76     | 32,5   | 37,1  | 77,9  | 4,4     | 7,7     | 18,1   |
| 1961-1962     | Boston        | 75     | 28,2   | 39,1  | 75,4  | 3,5     | 7,8     | 15,7   |
| 1962-1963     | Boston        | 76     | 26,0   | 39,7  | 73,5  | 2,5     | 6,8     | 13,2   |
| 1969-1970     | Cincinnati    | 7      | 4,9    | 33,3  | 100,0 | 0,7     | 1,4     | 0,7    |
| Carrière      | Carrière      | 924    | 35,3   | 37,5  | 80,3  | 5,2     | 7,5     | 18,4   |
| All-Star Game | All-Star Game | 13     | 30,7   | 32,9  | 84,3  | 6,0     | 6,6     | 11,3   |

#### Playoffs
Légende :
| Champion NBA | Meilleur joueur de cette catégorie statistique de la saison |

Statistiques en playoffs de Bob Cousy
| Saison   | Équipe   | Matchs | Min./m | % Tir | % LF | Rbds/m. | Pass/m. | Pts/m. |
| -------- | -------- | ------ | ------ | ----- | ---- | ------- | ------- | ------ |
| 1951     | Boston   | 2      | —      | 21,4  | 83,3 | 7,5     | 6,0     | 14,0   |
| 1952     | Boston   | 3      | 46,0   | 40,0  | 93,2 | 4,0     | 6,3     | 31,0   |
| 1953     | Boston   | 6      | 45,0   | 38,3  | 83,6 | 4,2     | 6,2     | 25,5   |
| 1954     | Boston   | 6      | 43,3   | 28,4  | 80,0 | 5,3     | 6,3     | 21,0   |
| 1955     | Boston   | 7      | 42,7   | 38,1  | 95,8 | 6,1     | 9,3     | 21,7   |
| 1956     | Boston   | 3      | 41,3   | 50,0  | 92,0 | 8,0     | 8,7     | 26,3   |
| 1957     | Boston   | 10     | 44,0   | 32,4  | 74,7 | 6,1     | 9,3     | 20,2   |
| 1958     | Boston   | 11     | 41,5   | 34,2  | 85,3 | 6,5     | 7,5     | 18,0   |
| 1959     | Boston   | 11     | 41,8   | 32,6  | 74,5 | 6,9     | 10,8    | 19,5   |
| 1960     | Boston   | 13     | 36,0   | 30,5  | 76,5 | 3,7     | 8,9     | 15,3   |
| 1961     | Boston   | 10     | 33,7   | 34,0  | 76,1 | 4,3     | 9,1     | 16,7   |
| 1962     | Boston   | 14     | 33,9   | 35,7  | 68,4 | 4,6     | 8,8     | 16,0   |
| 1963     | Boston   | 13     | 30,2   | 35,3  | 83,0 | 2,5     | 8,9     | 14,1   |
| Carrière | Carrière | 109    | 38,5   | 34,2  | 80,1 | 5,0     | 8,6     | 18,5   |

### Entraîneur
| Équipe         | Saison    | Saison régulière | Saison régulière | Saison régulière | Tournoi | Tournoi         |
| Équipe         | Saison    | Victoires        | Défaites         | % victoire       | Tournoi | Résultat        |
| -------------- | --------- | ---------------- | ---------------- | ---------------- | ------- | --------------- |
| Boston College | 1963–1964 | 10               | 11               | 47,62 %          |         |                 |
| Boston College | 1964–1965 | 21               | 7                | 75 %             | NIT     | 1er tour        |
| Boston College | 1965–1966 | 21               | 5                | 80,77 %          | NIT     | Quart de finale |
| Boston College | 1966–1967 | 21               | 3                | 87,5 %           | NCAA    | Elite 8         |
| Boston College | 1967-1968 | 17               | 8                | 68 %             | NCAA    | 1er tour        |
| Boston College | 1968–1969 | 24               | 4                | 85,71 %          | NIT     | Finaliste       |
| Total          | Total     | 114              | 38               | 75 %             |         |                 |

| Équipe                     | Année     | Saison régulière | Saison régulière | Saison régulière | Saison régulière           | Phase finale | Phase finale | Phase finale | Phase finale |
| Équipe                     | Année     | Victoires        | Défaites         | % victoire       | Classement                 | Victoires    | Défaites     | % victoire   | Résultat     |
| -------------------------- | --------- | ---------------- | ---------------- | ---------------- | -------------------------- | ------------ | ------------ | ------------ | ------------ |
| Royals de Cincinnati       | 1969-1970 | 36               | 46               | 43,9 %           | 5e de la conférence Est    | Non qualifié | Non qualifié | Non qualifié | Non qualifié |
| Royals de Cincinnati       | 1970-1971 | 33               | 49               | 40,2 %           | 3e de la division centrale | Non qualifié | Non qualifié | Non qualifié | Non qualifié |
| Royals de Cincinnati       | 1971-1972 | 30               | 52               | 36,6 %           | 3e de la division centrale | Non qualifié | Non qualifié | Non qualifié | Non qualifié |
| Kings de Kansas City/Omaha | 1972-1973 | 36               | 46               | 43,9 %           | 4e de la Midwest Division  | Non qualifié | Non qualifié | Non qualifié | Non qualifié |
| Kings de Kansas City/Omaha | 1973-1974 | 6                | 16               | 27,3 %           | -                          | -            | -            | -            | -            |
| Total                      | Total     | 141              | 209              | 40,3 %           | -                          | -            | -            | -            | -            |